# 椎體龍屬
椎體龍屬（學名：Spondylosoma）是種主龍類，歸類未明，化石發現於巴西北里奧格蘭德州的聖母瑪利亞組下層，年代是三疊紀中期的拉丁尼階。近年的研究顯示，椎體龍可能是勞氏鱷目，或原始蜥臀目恐龍。如果椎體龍屬於恐龍，牠將是最古老的恐龍之一。

## 歷史
在1942年，弗雷德里克·馮·休尼（Friedrich von Huene）將圖賓根大學的顱後骨骼碎片命名為椎體龍。這些化石包含兩顆牙齒、兩節頸椎、四節背椎、三節薦椎、肩胛骨、部分肱骨、部分股骨、部分恥骨。當時，休尼認為這種恐龍屬於原蜥腳下目。
在1970年，南十字龍被發現後，椎體龍被視為是南十字龍的近親。研究人員開始推論椎體龍是種原始恐龍，或槽齒類，或是原始主龍類。在2000年，彼得·加爾冬（Peter Galton）認為牠們缺乏恐龍的共有衍徵，可能屬於勞氏鱷目。在2004年，麥克斯·朗格（Max Langer）提出不同意見，他認為椎體龍是種類似艾雷拉龍下目的原始恐龍，但仍不排除勞氏鱷目的可能性。